# Discographie de Megadeth
La discographie du groupe de thrash metal américain Megadeth, est constituée de dix-sept 
albums studio, de cinq compilations, deux extended play et de trente-quatre singles.
Après s'être fait exclure de Metallica en 1983, Dave Mustaine fonda son propre groupe la même année avec le bassiste David Ellefson. S'ajoutent le guitariste Greg Handevidt et le batteur Dijon Carruthers pour cette première composition. Le groupe sortit son premier album en 1985, Killing Is My Business... and Business Is Good!, album qui fut bien vendu en tant que disque indépendant attirant ainsi l'attention des plus grands labels. En fin d'année, le groupe signa avec la maison de disques Capitol Records et sortit son second album studio en 1986, Peace Sells... but Who's Buying?.
Avant l'enregistrement du troisième album du groupe, Mustaine vira Chris Poland et Gar Samuelson, ils furent remplacés respectivement par Jeff Young et Chuck Behler. Ce nouveau changement fit son début avec l'album So Far, So Good... So What!, publié en 1988. Young et Behler furent à leur tour virés à l'été 1988 ; Marty Friedman vint remplacer Young et Nick Menza, Behler. Megadeth enregistra et publia en septembre 1990 son quatrième album studio, Rust in Peace. La composition Mustaine-Ellefson-Friedman-Menza tint presque dix années avec plusieurs albums à son effectif : Countdown to Extinction en 1992 qui atteignit la seconde position au Billboard 200, Youthanasia en 1994 et Cryptic Writings en 1997 dont l'album Rust in Peace. Nick Menza se blessa lors de la tournée pour l'album Cryptic Writings en 1998 le rendant incapable de tenir son poste, Jimmy DeGrasso le remplaça alors.
Le huitième album studio Risk, parut en 1999 et atteignit la 16e position au Billboard 200, toutefois, le guitariste Marty Friedman annonça son départ peu de temps après pour divergences musicales. Friedman fut remplacé par Al Pitrelli en 2000. Megadeth, avec cette nouvelle composition, publia en 2001 l'album The World Needs a Hero, qui resta classé à la même position que Risk. Au début de l'année 2002, Mustaine se blessa à plusieurs reprises ce qui le poussa à séparer le groupe, la séparation fut annoncée via un communiqué de presse.

## Albums

### Albums studio
| Année                                                                | Album | Position | Position | Position | Position | Position | Position | Position | Position | Position | Position | Position | Position | Récompenses                                                          |
| Année                                                                | Album | É-U.A    | AUS      | AUT      | CAN      | FIN      | FRA      | ALL      | JPN      | NL       | SUE      | SUI      | UK       | Récompenses                                                          |
| 1985                                                                 | Killing Is My Business... and Business Is Good! - Sorti: juin 1985 - Label: Combat (MX 8015) - Format: CD, K7, LP       | —        | —        | —        | —        | —        | —        | —        | —        | —        | —        | —        | —        |                                                                      |
| 1986                                                                 | Peace Sells... but Who's Buying? - Sorti: octobre 1986 - Label: Capitol (CDP 7-46370-2) - Format: CD, K7, LP, DVD-Audio | 76       | —        | —        | —        | —        | —        | —        | 182      | —        | —        | —        | —        | - USA: Platine - Canada: Platine                                     |
| 1988                                                                 | So Far, So Good... So What! - Sorti: janvier 1988 - Label: Capitol (CDP 7-48148-2) - Format: CD, K7, LP                 | 28       | 18       | —        | 40       | —        | —        | —        | 57       | —        | 37       | 28       | 18       | - US: Platine - CAN: Platine                                         |
| 1990                                                                 | Rust in Peace - Sorti: 24 septembre 1990 - Label: Capitol (CDP 7-98531-2) - Format: CD, K7, LP                          | 23       | 47       | —        | 70       | —        | —        | —        | 29       | —        | 34       | 29       | 8        | - US: Platine - ARG: Or - CAN: Platine - R-U: Argent                 |
| 1992                                                                 | Countdown to Extinction - Sorti: 14 juillet 1992 - Label: Capitol (CDP 7-91935-2) - Format: CD, K7, LP                  | 2        | 14       | 12       | 25       | —        | —        | 18       | 6        | —        | 10       | 16       | 5        | - US: 2× Platine - ARG: Or - AUS: Or - CAN: 3× Platine - R-U: Argent |
| 1994                                                                 | Youthanasia - Sorti: 31 octobre 1994 - Label: Capitol (72438-29004-2-9) - Format: CD, K7, LP                            | 4        | 9        | 26       | 11       | —        | —        | 13       | 11       | 20       | 4        | 32       | 6        | - US: Platine - ARG: Or - CAN: Platine                               |
| 1997                                                                 | Cryptic Writings - Sorti: 17 juin 1997 - Label: Capitol (72438-38262-2-3) - Format: CD, K7, LP                          | 10       | 43       | 30       | 17       | 2        | 14       | 22       | 7        | 48       | 15       | 45       | 38       | - US: Platine - ARG: Or - CAN: Or                                    |
| 1999                                                                 | Risk - Sorti: 31 août 1999 - Label: Capitol (72434-99134-0-0) - Format: CD, K7, LP                                      | 16       | —        | 34       | 14       | 8        | 37       | 38       | 11       | 39       | 17       | —        | 29       | - US: Or                                                             |
| 2001                                                                 | The World Needs a Hero - Sorti: 15 mai 2001 - Label: Sanctuary (06076-84503-2) - Format: CD, K7, LP                     | 16       | —        | 59       | 20       | 23       | 28       | 36       | 17       | 80       | 38       | 94       | 45       |                                                                      |
| 2004                                                                 | The System Has Failed - Sorti: 14 septembre 2004 - Label: Sanctuary (06076-84708-2) - Format: CD                        | 18       | —        | 43       | 10       | 12       | 28       | 29       | 15       | 32       | 14       | 57       | 60       |                                                                      |
| 2007                                                                 | United Abominations - Sorti: 14 mai 2007 - Label: Roadrunner (RR 8029-2) - Format: CD, LP                               | 8        | 23       | 17       | 5        | 2        | 40       | 28       | 9        | 49       | 15       | 38       | 23       |                                                                      |
| 2009                                                                 | Endgame - Sorti: 15 septembre 2009 - Label: Roadrunner (RR 7885-2) - Format: CD, LP                                     | 9        | 11       | 22       | 4        | 7        | 28       | 21       | —        | 22       | 17       | 32       | 24       |                                                                      |
| 2011                                                                 | Th1rt3en - Sorti: 1er novembre 2011 - Label: Roadrunner - Format: CD, vinyle                                            | 11       | 13       | 28       | —        | 8        | 49       | 21       | 11       | 42       | 18       | 23       | 34       |                                                                      |
| 2013                                                                 | Super Collider - Sorti: 4 juin 2013 - Label: Tradecraft - Format: CD, vinyle                                            | 6        | 28       | 26       | —        | 4        | 43       | 24       | 14       | —        | 15       | 21       | 22       |                                                                      |
| 2016                                                                 | Dystopia - Sorti: 22 janvier 2016 - Label: Tradecraft - Format: CD, vinyle                                              | 3        | 6        | 14       | 3        | 3        | 39       | 10       | 16       | 25       | 19       | 7        | 11       |                                                                      |
| 2022                                                                 | The Sick, the Dying... and the Dead! - Sorti: 2 septembre 2022 - Label: Tradecraft - Format: CD, cassette, vinyle       | —        | —        | —        | —        | —        | —        | —        | —        | —        | —        | —        | —        |                                                                      |
| 2026                                                                 | The End Is Near - Sorti: 2026 - Label: Tradecraft - Format: CD, cassette, vinyle                                        | —        | —        | —        | —        | —        | —        | —        | —        | —        | —        | —        | —        |                                                                      |
| "—" indique que l'album n'est pas sorti ou n'est pas classé ce pays. | |          |          |          |          |          |          |          |          |          |          |          |          |                                                                      |

### Albums live
| Année | Album | Position | Position | Position | Position | Position | Position | Position | Position | Position | Récompenses      |
| Année | Album | É-U.A    | BEL      | CAN      | FIN      | FRA      | MEX      | NL       | SUI      | UK       | Récompenses      |
| 2002  | Rude Awakening - Sorti: 19 mars 2002 - Label: Sanctuary (06076-84544-2) - Format: CD (+ DVD)                               | 115      | —        | 100      | —        | 93       | —        | —        | —        | 129      |                  |
| 2007  | That One Night : Live in Buenos Aires - Sorti: 4 septembre 2007 - Label: Image Entertainment (ID3082LT) - Format: CD       | —        | —        | —        | —        | —        | —        | —        | —        | —        |                  |
| 2010  | Rust in Peace Live - Sorti: 7 septembre 2010 - Label: Shout! Factory - Format: CD                                          | 161      | 96       | 72       | —        | —        | 83       | —        | —        | —        |                  |
| 2010  | The Big 4 Live from Sofia, Bulgaria - Sorti: 15 octobre 2010 - Label: Sanctuary (06076-84544-2) - Format: CD, DVD, Blu-ray | 1        | 73       | 1        | 31       | —        | —        | 75       | 63       | 1        | - US: 2× Platine |

### Compilations
| 2000 | Capitol Punishment: The Megadeth Years - Sorti: 24 octobre 2000 - Label: Capitol (72435-25916-2-6) - Format: CD - Charts : 66e, 26e, 41e, 185e |
| 2002 | Still Alive... and Well? - Sorti: 10 septembre 2002 - Label: Sanctuary (06076-84566-2) - Format: CD                                            |
| 2005 | Greatest Hits: Back to the Start - Sorti: 28 juin 2005 - Label: Capitol (72438-73929-2-2) - Format: CD (+ DVD) - Charts : 65e, 21e, 47e        |
| 2007 | Warchest - Sorti: 9 octobre 2007 - Label: EMI (50999-5-03187-2-8) - Format: CD (+ DVD) - Charts: 36e                                           |
| 2008 | Anthology: Set the World Afire - Sorti: 30 septembre 2008 - Label: Capitol (50999-2-35079-2-0) - Format: CD                                    |
| 2019 | Warheads On Foreheads - Sorti: 22 mars 2019 - Label: Capitol - Format: CD                                                                      |

### Extended plays
| 1991 | Maximum Megadeth - Sorti: 8 avril 1991 - Label: Capitol (DPRO-79757) - Format: CD                                  |
| 1995 | Hidden Treasures - Sorti: 18 juillet 1995 - Label: Capitol (72438-33670-2-3) - Format: CD - Charts : 90e, 13e, 28e |
| 1998 | Cryptic Sounds: No Voices in Your Head - Sorti: novembre 1998 - Label: Capitol - Format: CD                        |

## Singles
| Année | Single                             | Position | Position | Position | Position | Position | Position | Position | Album                                  |
| Année | Single                             | Hot 100  | Mains.   | AUS      | CAN      | IRL      | N-Z      | R-U      | Album                                  |
| 1986  | Wake Up Dead                       | —        | —        | —        | —        | —        | —        | 65       | Peace Sells... but Who's Buying?       |
| 1986  | Peace Sells                        | —        | —        | —        | —        | —        | —        | —        | Peace Sells... but Who's Buying?       |
| 1988  | Mary Jane                          | —        | —        | —        | —        | —        | 46       | 46       | So Far, So Good... So What!            |
| 1988  | Anarchy in the U.K.                | —        | —        | —        | —        | —        | 13       | 45       | So Far, So Good... So What!            |
| 1988  | In My Darkest Hour                 | —        | —        | —        | —        | —        | —        | 26       | So Far, So Good... So What!            |
| 1990  | No More Mr. Nice Guy               | —        | —        | 48       | —        | 7        | —        | 13       | Shocker (OST)                          |
| 1990  | Holy Wars... The Punishment Due    | —        | —        | —        | —        | 12       | —        | 24       | Rust in Peace                          |
| 1991  | Hangar 18                          | —        | —        | —        | —        | 25       | —        | 26       | Rust in Peace                          |
| 1992  | Foreclosure of a Dream             | —        | 30       | —        | —        | —        | —        | —        | Countdown to Extinction                |
| 1992  | Symphony of Destruction            | 71       | 29       | —        | 91       | 14       | 15       | 15       | Countdown to Extinction                |
| 1993  | Skin o' My Teeth                   | —        | —        | —        | —        | 11       | —        | 13       | Countdown to Extinction                |
| 1993  | Sweating Bullets                   | —        | 27       | —        | —        | 18       | —        | 26       | Countdown to Extinction                |
| 1994  | Train of Consequences              | —        | 29       | —        | —        | —        | —        | 22       | Youthanasia                            |
| 1995  | À tout le monde                    | —        | 31       | —        | —        | —        | —        | —        | Youthanasia                            |
| 1995  | Angry Again                        | —        | 18       | —        | —        | —        | —        | —        | Hidden Treasures                       |
| 1995  | 99 Ways to Die                     | —        | 23       | —        | —        | —        | —        | —        | Hidden Treasures                       |
| 1997  | Trust                              | —        | 5        | —        | —        | —        | —        | —        | Cryptic Writings                       |
| 1997  | Almost Honest                      | —        | 8        | —        | —        | —        | —        | —        | Cryptic Writings                       |
| 1998  | Use the Man                        | —        | 15       | —        | —        | —        | —        | —        | Cryptic Writings                       |
| 1998  | A Secret Place                     | —        | 19       | —        | —        | —        | —        | —        | Cryptic Writings                       |
| 1999  | Crush 'Em                          | —        | 6        | —        | —        | —        | —        | —        | Risk                                   |
| 2000  | Breadline                          | —        | 6        | —        | —        | —        | —        | —        | Risk                                   |
| 2000  | Insomnia                           | —        | 26       | —        | —        | —        | —        | —        | Risk                                   |
| 2000  | Kill the King                      | —        | 21       | —        | —        | —        | —        | —        | Capitol Punishment: The Megadeth Years |
| 2001  | Moto Psycho                        | —        | 22       | —        | —        | —        | —        | —        | The World Needs a Hero                 |
| 2001  | Dread and the Fugitive Mind        | —        | —        | —        | —        | —        | —        | —        | The World Needs a Hero                 |
| 2004  | Die Dead Enough                    | —        | 21       | —        | —        | —        | —        | —        | The System Has Failed                  |
| 2005  | Of Mice and Men                    | —        | 39       | —        | —        | —        | —        | —        | The System Has Failed                  |
| 2005  | The Scorpion                       | —        | —        | —        | —        | —        | —        | —        | The System Has Failed                  |
| 2007  | À tout le monde (Set Me Free)      | —        | —        | —        | —        | —        | —        | —        | United Abominations                    |
| 2007  | Washington Is Next!                | —        | —        | —        | —        | —        | —        | —        | United Abominations                    |
| 2007  | Never Walk Alone... A Call to Arms | —        | —        | —        | —        | —        | —        | —        | United Abominations                    |
| 2009  | Head Crusher                       | —        | —        | —        | —        | —        | —        | —        | Endgame                                |
| 2010  | The Right to Go Insane             | —        | 34       | —        | —        | —        | —        | —        | Endgame                                |
| 2010  | 44 Minutes                         | —        | —        | —        | —        | —        | —        | —        | Endgame                                |
| 2010  | Sudden Death                       | —        | —        | —        | —        | —        | —        | —        | Guitar Hero: Warriors of Rock          |
| 2011  | Never Dead                         | —        | —        | —        | —        | —        | —        | —        | Th1rt3en                               |
| 2011  | Public Enemy No. 1                 | —        | 28       | —        | —        | —        | —        | —        | Th1rt3en                               |
| 2012  | Whose Life (Is It Anyways?)        | —        | —        | —        | —        | —        | —        | —        | Th1rt3en                               |
| 2013  | Super Collider                     | —        | —        | —        | —        | —        | —        | —        | Super Collider                         |
| 2015  | Fatal Illusion                     | —        | —        | —        | —        | —        | —        | —        | Dystopia                               |

## Clip vidéo
1. Peace Sells réalisé par Robert Longo (1986).
2. Wake Up Dead réalisé par Penelope Spheeris (décembre 1987).
3. In My Darkest Hour réalisé par Penelope Spheeris (1988).
4. Anarchy in the U.K. réalisé par David Mackie (février 1988).
5. No More Mr. Nice Guy réalisé par Penelope Spheeris (janvier 1988).
6. Holy Wars... The Punishment Due réalisé par Eric Zimmerman et Benjamin Stokes (septembre 1990).
7. Go to Hell réalisé par Eric Zimmerman et Eric S. Koziol (1991).
8. Hangar 18 réalisé par Paul Boyington (mars 1991).
9. Foreclosure of a dream réalisé par Jeff Richter (1992).
10. Moto Psycho (2001).
11. Head Crusher (2007).
12. Public Enemy No.1 (2011).
13. Super Collider (2013)